# Braddock-Syndrom
Das Braddock-Syndrom ist ein sehr seltenes, angeborenes, an VACTERL-Assoziation erinnerndes Fehlbildungssyndrom mit zusätzlich pulmonaler Hypertonie, blauen Skleren, netzförmiger Verlegung des Kehlkopfs, fehlgebildeten Ohrmuscheln und Kleinwuchs.
Synonyme sind: VATER-ähnliches Syndrom - pulmonale Hypertension - Ohranomalien - Kleinwuchs
Die Erstbeschreibung erfolgte 2003 durch den US-amerikanischen Humangenetiker Stephen R. Braddock.
Das Syndrom ist nicht zu verwechseln mit dem auch als Braddock-Carey-Syndrom bezeichneten Mikrodeletionssyndrom 21q22.

## Verbreitung
Die Häufigkeit wird mit unter 1 zu 1.000.000 angegeben, bislang wurde über zwei Geschwister berichtet. Die Vererbung erfolgt autosomal-rezessiv, die Ursache ist bislang nicht bekannt.

## Klinische Erscheinungen
Klinische Kriterien sind:
- Symptome der VACTERL-Assoziation
- Pulmonale Hypertonie
- netzartige (inkomplette) Larynxatresie
- blaue Skleren
- malformierte Ohren
- Wachstumsverzögerung
- normale Intelligenz